# Neonoen
I Neonoen sono un gruppo musicale indie rock montenegrino formato a Podgorica nel 2012.

## Storia
La band, nata a Podgorica agli inizi del 2012 con il nome di Neon, è frutto della collaborazione tra il cantante Marko Vukčević e il chitarrista Ilija Pejović. Dopo il passaggio di vari musicisti, la formazione si è definitivamente consolidata con l'ingresso del bassista Filip Vulanović e del batterista Milan Vujović.
Nonostante la lunga attività sulla scena musicale locale, i Neon hanno pubblicato il loro singolo di debutto Ti i ja solo nel 2018, avviandosi finalmente verso la creazione di brani inediti. Nello stesso anno, sono stati ospiti nel programma musicale di RTCG Obrati pažnju, dove hanno eseguito alcune cover di canzoni famose, come Lonely Boy dei Black Keys, Za laku noć dei Perper, e Još ne sviće rujna zora, un canto patriottico montenegrino. Circa tre anni dopo, nel 2022, hanno collaborato con Ivan Dečak, frontman della band croata Vatra, per la realizzazione del brano Daleko odavde.
Nel 2023, in occasione del loro decimo anniversario, i Neon hanno deciso di modificare il proprio nome in Neonoen al fine di risolvere eventuali problemi di omonimia con altre band sia a livello nazionale che internazionale. Questo cambiamento è stato accompagnato dalla produzione di due singoli inediti, che sono stati presentati in anteprima al Festival culturale di Zabjelo. Con l'uscita del brano Dok ne udahnem te, i componenti del gruppo hanno annunciato di essere al lavoro sul loro primo album, il cui lancio è programmato per il 2024.
Il 10 ottobre 2024 è stata ufficializzata la partecipazione dei Neonoen al Montesong 2024, evento dedicato alla selezione del rappresentante montenegrino all'Eurovision Song Contest 2025, dove hanno cantato il brano Clickbait. Il 27 novembre, durante la finale del concorso, il gruppo ha trionfato dopo aver ottenuto il secondo posto sia dalla giuria che dal televoto, assicurandosi così il diritto di rappresentare il Montenegro sul palco eurovisivo di Basilea. Tuttavia, una settimana dopo, in seguito a una controversia riguardante un'esibizione della canzone antecedente al concorso, il gruppo ha rinunciato alla sua partecipazione eurovisiva.

## Stile musicale
In un'intervista per la pubblicazione All About The Rock, Marko Vukčević ha così descritto la musica del gruppo:

## Formazione
- Marko Vukčević – voce
- Ilija Pejović – chitarra
- Filip Vulanović – basso
- Milan Vujović – batteria

## Discografia

### Singoli
- 2018 – Ti i ja
- 2018 – Tattoo
- 2019 – Mit
- 2022 – Daleko odavde (feat. Ivan Dečak)
- 2023 – Dok ne udahnem te
- 2023 – Dječak sa vjetrom u kosi
- 2024 – Clickbait